# Cryphia albimixta
Cryphia albimixta là một loài bướm đêm trong họ Noctuidae.